# Здание историко-краеведческого музея (Уральск)
Здание историко-краеведческого музея в Уральске — памятник архитектуры и истории Казахстана, изначально — здание Русско-киргизской ремесленной школы. Строительство начато в 1879 году по начальному проекту архитектора Оренбургского учебного округа Э. Х. Корфа, значительно переработанному уральским войсковым архитектором И. А. Тецем. Занятия в Русско-киргизской школе начались в 1884 году. В советские годы здание занимали военный комиссариат, профессионально-техническое училище, аудитории сельхозинститута. С 1980 года в здании расположены экспозиции Уральского областного историко-краеведческого музея.

## История
В 1869 году после проведения нового административного деления восточных и среднеазиатских территорий Российской империи, к области Уральского казачьего войска были присоединены большие территории зауральских киргизов (так в это время именовали казахов). Во вновь образованной Уральской области остро встал вопрос о необходимости ведения переписки с казахским населением, делопроизводства, доведения до населения информации и законодательства, привлечения казахов к единой экономической деятельности в области. В ходе торжеств по поводу образования новой области оренбургский генерал-губернатор Крыжановский так сформулировал стоящие перед администрацией новые вызовы: «…чтобы через учреждение новой области, положить основание для слияния под одною администрацией киргиз с уральцами, не нарушая прав последних на пользование их землею, её угодьями и прочим, что это слияние поведет за собою тесную связь между собою и послужит к упрочению их близости…» Остро не хватало, как представителей администрации, владевших казахским языком, так и казахов, знавших в достаточной мере русский.
В 1860—70-х годах правительством были выделены деньги на организацию и содержание школ для казахских детей в Уральске и в области. Но к середине 1870-х была открыта лишь одна начальная школа для казахов в Уральске и та по своему размеру не отвечала насущным требованиям — в ней могло обучаться не более 20-25 мальчиков одновременно. В 1871 году архитектор Оренбургского учебного округа барон Корф представил на утверждение в Министерство внутренних дел проект школы, в которой предполагалось интернатное содержание казахских детей, обучавшихся по 4-летней учебной программе. По мере согласования проекта его стоимость изменилась с 7 тысяч рублей до 50 тысяч, комплектность школы была доведена до 50 учеников. Руководство учебным округом посчитало цену проекта неподъёмной и дважды провело неудачные торги на строительство школы с бюджетом в 35-40 тысяч, но участники торгов при такой цене отказывались от подряда. Уральский наказной атаман Голицын решил взять инициативу по проведению торгов в свои руки и в ходе новых торгов 27 ноября 1878 года подряд на строительство здания взял на себя уральский купец Алексей Ефимович Ванюшин, в обеспечение выполнения подряда предоставивший 6480 рублей своих средств.

Указом императора от 27 февраля 1879 года результаты конкурса были утверждены:
Самодержца Всероссийского, Из Правительствующего сената, Министру Народного просвещения

По Указу Его Имп. Вел. Правительствующий сенат слушали: Рапорт министра Народного Просвещения, от 27 января 1879 г., за № 1102 в коем представлении об отдаче купцу Алексею Ванюшину постройки каменного двухэтажного со службами здания для двухклассного инородческого училища в г. Уральске за объявленную им, Ванюшиным цену 47 240 р. приказали: не встречая с своей стороны препятствия к отдаче купцу Алексею Ванюшину постройки каменного двухэтажного со службами здания двухклассного инородческого киргизского начального училища в г. Уральске за объявленную им цену 47240 р., − Правительствующий Сенат Определяет: министра народного Просвещения уведомить о том в указе...
В связи с занятостью барона Корфа надзором работ по восстановлению учебных заведений Оренбурга, разрушенных грандиозными пожарами 1879 года, было решено возложить надзор за строительством новой школы на уральского войскового архитектора Ивана Андреевича Теца. Так как строительство учебного заведение выходило за рамки профессиональных обязанностей войскового архитектора, Тец попросил себе дополнительное вознаграждение в размере 4 % от бюджета строительства. Запрос встретил недоумение у руководства Оренбургского учебного округа, но атаман Голицын ходатайствовал за своего подчинённого перед руководством в Петербурге. Из текста его ходатайства известно, что проект школы был значительно переработан Тецем исходя из имевшихся в Уральске строительных материалов, а также необходимости более детальной проработки: «Пересоставление сметы вызвало необходимость и пересоставления проекта, причем фасад здания этой школы выполнен войсковым архитектором Тец в мавританском стиле, что конечно, совершенно изменило первоначальный проект и через что, наружный вид значительно улучшен».
Полной запрошенной суммы вознаграждения добиться не удалось, но, тем не менее, министр просвещения Делянов подал прошение императору Александру на выделение вознаграждения в 600 рублей и после получения утверждения все препятствия перед началом строительства новой школы были окончательно сняты. Строительство шло в течение трёх строительных сезонов и завершилось к началу нового учебного 1884 года.

## Архитектура
Проект Корфа предусматривал двухэтажное здание со светлыми учебными классами по сторонам широкого коридора, на второй этаж вели парадные лестницы по краям здания. Вдохновлённой идеей школы для казахских детей, выпускник Императорской академии художества Иван Андреевич Тец решил использовать восточные мотивы в оформлении фасадов школы. Ориенталистика была его главным увлечением в эти годы, позднее он использовал те же мотивы в оформлении Дачи атамана в Войсковом саду (ныне разрушенной), дома купцов Ванюшиных и своего собственного особняка. Главный фасад школы включает ризалит по центру здания с аттиком, венчает который высокий коробовый свод крыши со шпилями. В середине аттика архитектор поместил высокий стрельчатый полуфронтон с круглым проёмом в тимпане. Здание украсили богато украшенные орнаментальные узоры стен, окна — прямоугольные на первом этаже и подковообразные арочные на втором, помещены в стрельчатые ниши. Крышу обрамляют вытянутые луковицы башенок на барабанах. Карниз был выполнен многоярусным и украшен крестоцветными розетками и дентикулами. Столь изощрённые украшения потребовали большого труда уральских мастеров, отливавших из гипса и извести многочисленные формы и профили. Прилегающий к школе участок окружала стена, оформленная по подобию крепостных, с зубцами поверху, арки ворот были украшены такими же башенками-луковицами, как и само здание. Ансамбль здания дополнил разбитый во дворе школы сад.
- Башенки по периметру крыши
- Фрагмент центрального ризалита фасада